# Plaza Juárez (Cananea)
La Plaza Juárez o Benito Juárez se ubica en la ciudad de Cananea, al norte del estado de Sonora, México. Es catalogada como sitio histórico de la ciudad debido a su antigüedad. Fue inaugurada el 5 de mayo de 1905, mandada a construir por la señora Mery de Greene, importante ciudadana de esa época, quién donó también el terreno donde se construyó. Una característica de la plaza, es que es de las pocas que tienen un barandal o cerco en su perímetro. El lugar está catalogado por el Instituto Nacional de Antropología e Historia (INAH) como un Conjunto Arquitectónico, esto para su preservación.

## Historia
Los trabajos de construcción de la plaza iniciaron en el año de 1904, todo gestionado por Mery de Greene y el entonces presidente municipal Eduardo R. Arnold, la señora donó 2 hectáreas para situar la plaza frente al palacio municipal de la ciudad, con una inversión de 25  mil pesos. El kiosco hecho de hierro, un busto en memoria del expresidente de México Benito Juárez García, el cerco y las banquetas, fueron finalizadas el 7 de julio de 1907. El 15 de septiembre de ese mismo año, se realizó una ceremonia para inaugurar su kiosco.
Actualmente, el sitio se usa para la recreación social, para eventos culturales y cívicos.